# Ďurková
Ďurková é um município da Eslováquia, situado no distrito de Stará Ľubovňa, na região de Prešov. Tem 3,98 km² de área e sua população em 2018 foi estimada em 196 habitantes.

## Demografia
| Ano:        | 1994 | 2004   | 2014    | 2024   |
| ----------- | ---- | ------ | ------- | ------ |
| Broj ljudi: | 262  | 276    | 239     | 219    |
| Razlika:    |      | +5,34% | -13,40% | -8,36% |

| Ano:               | 2023 | 2024   |
| ------------------ | ---- | ------ |
| Número de pessoas: | 222  | 219    |
| Diferença:         |      | -1,35% |